# سيدي خليفة (تونس)
سيدي خليفة قرية تونسية موجودة بولاية سوسة بالقرب من مدينة بوفيشة على بعد حوالي مائة كيلومتر جنوب تونس العاصمة.
وهي جزء من مدينة بوفيشة التابعة لولاية سوسة. وقد تاسست حول ضريح الولي سيدي خليفة سولاني، الذي يقال أنه استقر هناك في نهاية القرن الثامن عشر.
يحاذي المدينة موقع أثري يُعرف بفيرادي ماجوس، اكتُشِفت آثاره في عام 2003 وتعود إلى القرن الثاني والقرن الثالث. تشمل هذه الآثار باب النصر الذي يؤدي إلى الساحة العمومية المحاط بمحلات تجارية ونيمفايوم حيث كانت تنبع المياه من ينبوع، ومعبد كابيتولين، وحمامات، وما إلى ذلك. في قمة التل المغطى بالأشجار الذي يتصدر الموقع، توجد جدران معبد مخصص لفينوس تحول إلى قلعة في الفترة البيزنطية (534-698).